# إيفان كليما
إيفان كليما (بالتشيكية: Ivan Klíma) (و. 1931  م) هو كاتب، وكاتب مقالات، وكاتب مسرحي، وصحفي، وروائي، وتربوي، من التشيك، ولد في براغ، هو عضوٌ في الحزب الشيوعي التشيكوسلوفاكي.

## التعليم
تعلم في جامعة كارلوفا.

## مناصب وهيئات
أدار جامعة ميشيغان.

## جوائز
حصل على جوائز منها:
- Ferdinand Peroutka Award  [لغات أخرى]‏ (2013)
- جائزة فرانتس كافكا (2002)
- Karel Čapek Prize  [لغات أخرى]‏
- ميدالية الاستحقاق التشيكية  [لغات أخرى]‏.

## وصلات خارجية
- إيفان كليما على موقع IMDb (الإنجليزية)
- إيفان كليما على موقع الموسوعة البريطانية (الإنجليزية)
- إيفان كليما على موقع مونزينجر (الألمانية)
- إيفان كليما على موقع قاعدة بيانات الأفلام السويدية (السويدية)
- إيفان كليما على موقع قاعدة بيانات الفيلم (الإنجليزية)
- إيفان كليما على موقع كينوبويسك (الروسية)